# Saarlouis
Saarlouis ou, na sua forma aportuguesada Sarluís é uma cidade da Alemanha localizado na distrito de Saarlouis, estado do Sarre.
Saarlouis se desenvolveu a partir de uma fortaleza que o rei francês Luís XIV mandou construir na região para defender as suas conquistas na parte ocidental da Alemanha.

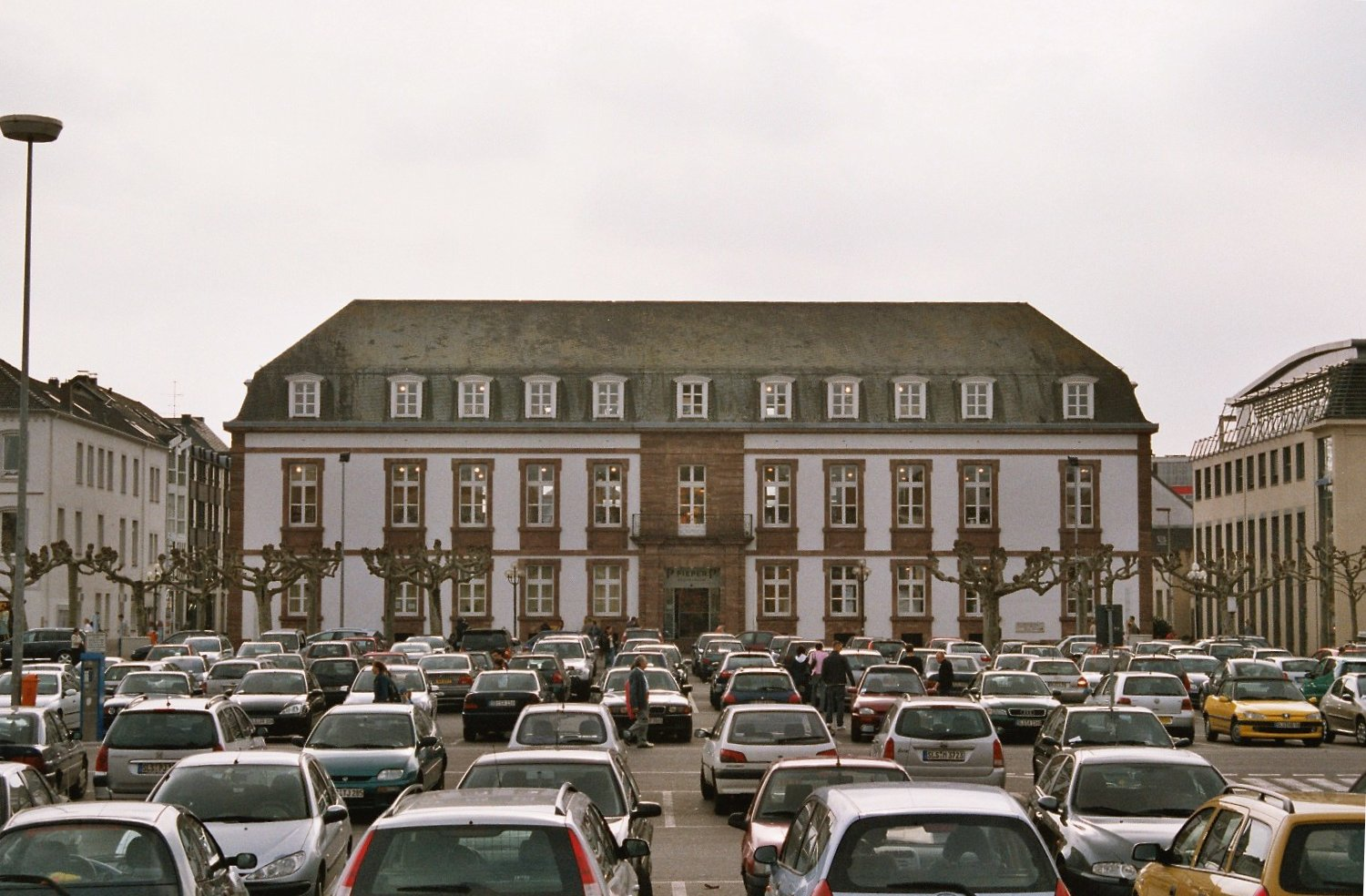
Saarlouis